# Xylopia bocatorena
Xylopia bocatorena Schery – gatunek rośliny z rodziny flaszowcowatych (Annonaceae Juss.). Występuje naturalnie w Nikaragui, Kostaryce oraz Panamie. 

## Morfologia
PokrójZimozielone drzewo dorastające do 15 m wysokości. Młode pędy są owłosione.
LiścieMają kształt od eliptycznego do podłużnie eliptycznego. Mierzą 8,5–22 cm długości oraz 3–7 szerokości. Nasada liścia jest klinowa lub rozwarta. Wierzchołek jest spiczasty. Ogonek liściowy jest nagi i dorasta do 4–10 cm długości.
KwiatySą pojedyncze. Rozwijają się w kątach pędów. Działki kielicha są częściowo zrośnięte, dorastają do 6 mm długości. Płatki zewnętrzne mają owalny kształt i dorastają do 17 mm długości, natomiast wewnętrzne są romboidalne i mierzą 13 mm. Słupków jest 5.
OwoceMają cylindryczny kształt. Osiągają 5 cm długości oraz 1 cm średnicy.
Gatunki podobneRoślina liście i gałęzie ma podobne do gatunku X. macrantha, ale młode liście ma czerwonawe i zwisające w dół z gałęzi.

## Biologia i ekologia
Rośnie w wilgotnych, wiecznie zielonych lasach. Występuje na wysokości do 500 m n.p.m.